# Durtol
Durtol ist eine französische Gemeinde im Département Puy-de-Dôme in der Region Auvergne-Rhône-Alpes im Arrondissement Clermont-Ferrand. Sie gehörte bis März 2015 zum Kanton Royat und seit diesem Datum zum Kanton Cébazat. Die Gemeinde hat 1.964 Einwohner (Stand: 1. Januar 2022).

## Geographie
Durtol liegt an der Chaîne des Puys, einer Kette von mehreren vulkanischen Erhebungen im Zentralmassiv. Umgeben wird Durtol von den Nachbargemeinden Nohanent im Norden, Blanzat im Nordosten, Clermont-Ferrand im Osten, Orcines im Süden und Westen sowie Chanat-la-Mouteyre im Nordwesten.

## Bevölkerung
| Jahr                       | 1921 | 1936 | 1946 | 1962 | 1968 | 1975 | 1982 | 1990 | 1999 | 2006 | 2017 |
| Einwohner                  | 602  | 742  | 767  | 952  | 1259 | 2139 | 2197 | 2004 | 2026 | 1969 | 2009 |
| Quellen: Cassini und INSEE |      |      |      |      |      |      |      |      |      |      |      |

## Sehenswürdigkeiten

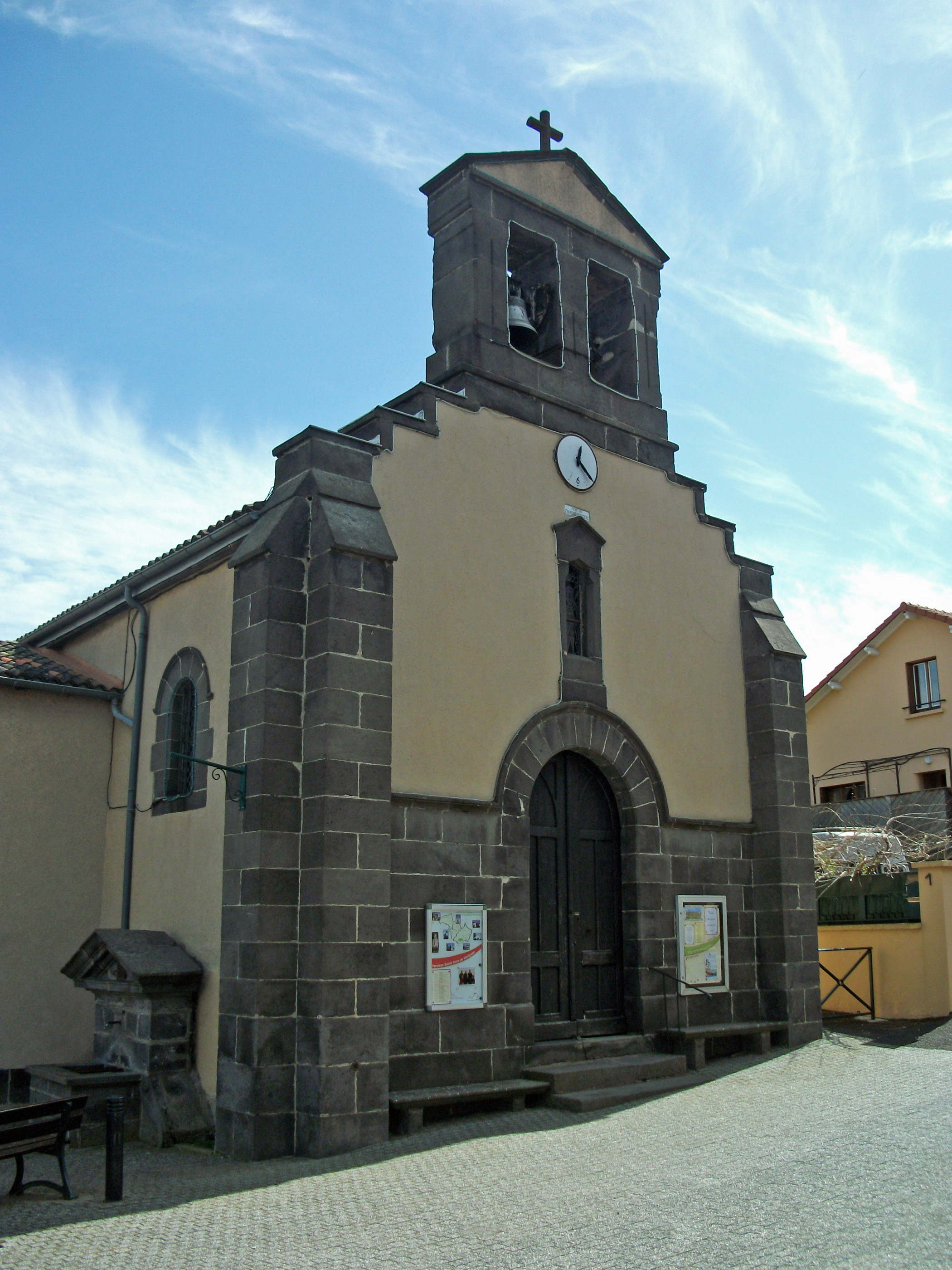
Kirche von Durtol

- Kirche von Durtol
- Plateau Côtes de Clermont